# Popovice (okres Benešov)
Obec Popovice se nachází v okrese Benešov ve Středočeském kraji, asi 11 km jihovýchodně od Benešova. Žije zde 289 obyvatel. Součástí obce jsou i vesnice Kamenná Lhota, Kondratice, Mladovice, Pazderná Lhota a Věžníčky. Protéká tudy říčka Chotýšanka, která je levostranným přítokem řeky Blanice.

## Historie
První písemná zmínka o obci je o Havlovi z Popovic, který je uveden jako svědek při kšaftu, a pochází z roku 1295.

### Územněsprávní začlenění
Dějiny územněsprávního začleňování zahrnují období od roku 1850 do současnosti. V chronologickém přehledu je uvedena územně administrativní příslušnost obce v roce, kdy ke změně došlo:
- 1850 země česká, kraj České Budějovice, politický a soudní okres Benešov[5]
- 1855 země česká, kraj Tábor, soudní okres Benešov
- 1868 země česká, politický a soudní okres Benešov
- 1939 země česká, Oberlandrat Tábor, politický i soudní okres Benešov[6]
- 1942 země česká, Oberlandrat Praha, politický i soudní okres Benešov[7]
- 1945 země česká, správní i soudní okres Benešov[8]
- 1949 Pražský kraj, okres Benešov[9]
- 1960 Středočeský kraj, okres Benešov
- 2003 Středočeský kraj, okres Benešov, obec s rozšířenou působností Benešov

### Rok 1932
V obci Popovice (přísl. Kamenná Lhota, Kondratice, Mladovice, Pazderná Lhota, Věžničky, 1054 obyvatel, poštovní úřad, telegrafní úřad, četnická stanice, katol. kostel) byly v roce 1932 evidovány tyto živnosti a obchody: 2 bednáři, 3 obchodníci s dobytkem, 4 hostince, kolář, 2 kováři, 2 krejčí, lihovar, 2 mlýny, 3 obuvníci, 3 pokrývači, 2 porodní asistentky, 13 rolníků, 4 řezníci, sedlář, sklenář, 3 obchody se smíšeným zbožím, Spořitelní a záložní spolek Svépomoc pro Popovice, Spořitelní a záložní spolek Kampelička pro Popovice, 2 tesařští mistři, 2 trafiky, 2 truhláři, 2 obchody se zvěřinou a drůbeží.

## Pamětihodnosti

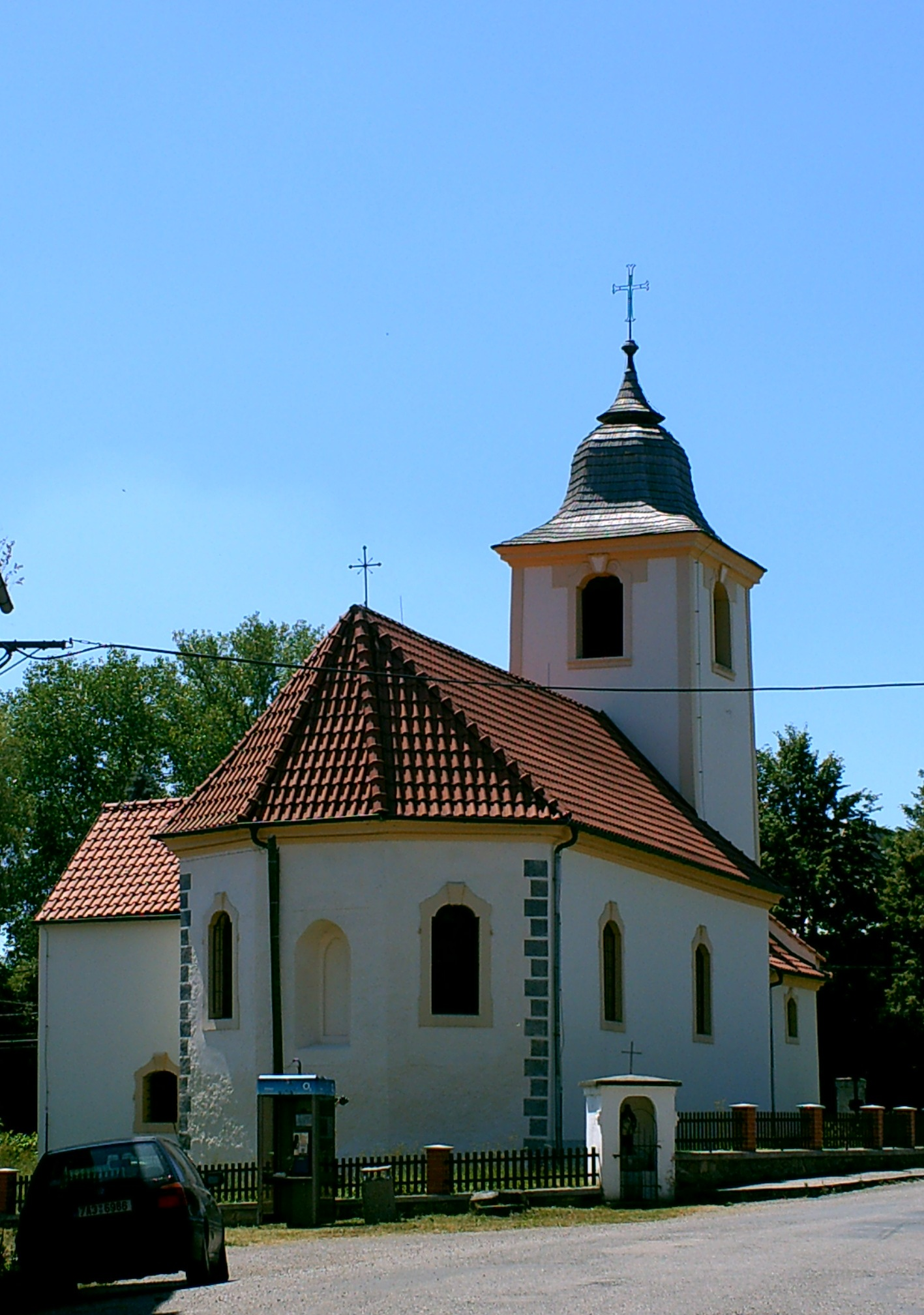
Kostel sv. Jakuba Staršího

### Kostel sv. Jakuba Staršího
Kostel sv. Jakuba Staršího stojí na návsi. První písemný doklad o zdejším kostele je z roku 1358, kdy je zmiňován vladyka Otík z Popovic jako pán podacího farního popovického kostela. Nad vchodem do kostela je umístěn znak rytířského řádu křižovníků s červenou hvězdou. V letech 1729 až 1795, kdy řád křižovníků vlastnil popovické panství, zde prováděl velkorysou stavební činnost. V roce 1761 nechal 35. velmistr řádu P. Antonín Jakub Suchánek stavebně upravit vnější i vnitřní vzhled farního kostela, který má i nyní tehdejší podobu. Z té doby také pochází terakotový znak rytířského řádu křižovníků s červenou hvězdou nad vchodem do kostela. Výsledky stavebně historického průzkumu tvrze i zběžného průzkumu objektů hospodářského dvora (Rykl) ukazují na rozsáhlou stavební aktivitu v době křížovnického panství. Rykl ve svém Stavebněhistorickém průzkumu hospodářského dvora (1997) uvádí, že „… v dějinách Řádu křižovníků s červenou hvězdou z roku 1930 se uvádí mezi poznámkami výňatek z latinského textu, který upřesňuje některé okolnosti koupě a prodeje panství Popovice „… které bylo v roce 1795 prodáno i s pozemky za tutéž cenu, za níž bylo v roce 1729 koupeno, totiž za 56 000 florentských (zlatých), avšak bez oněch větších budov, které předtím s velkými náklady postavil (….) Beinlich, a bez mnoha jiných, které nelze vyjmenovat bez hlubokého zármutku a jež by nyní S. Ř. (svatému řádu) zmnohonásobily výnosy (překlad prof. L. Freiová). Zde se tedy uvádí ranější letopočet koupě panství Popovice – již 1729, namísto jinde uváděného letopočtu 1732. Prodej panství v roce 1795 byl zřejmě vynucen hospodářskými potížemi řádu v časové tísni a byl nevýhodný. Hospodářské budovy, které řád postavil, stojí v Popovicích dodnes.

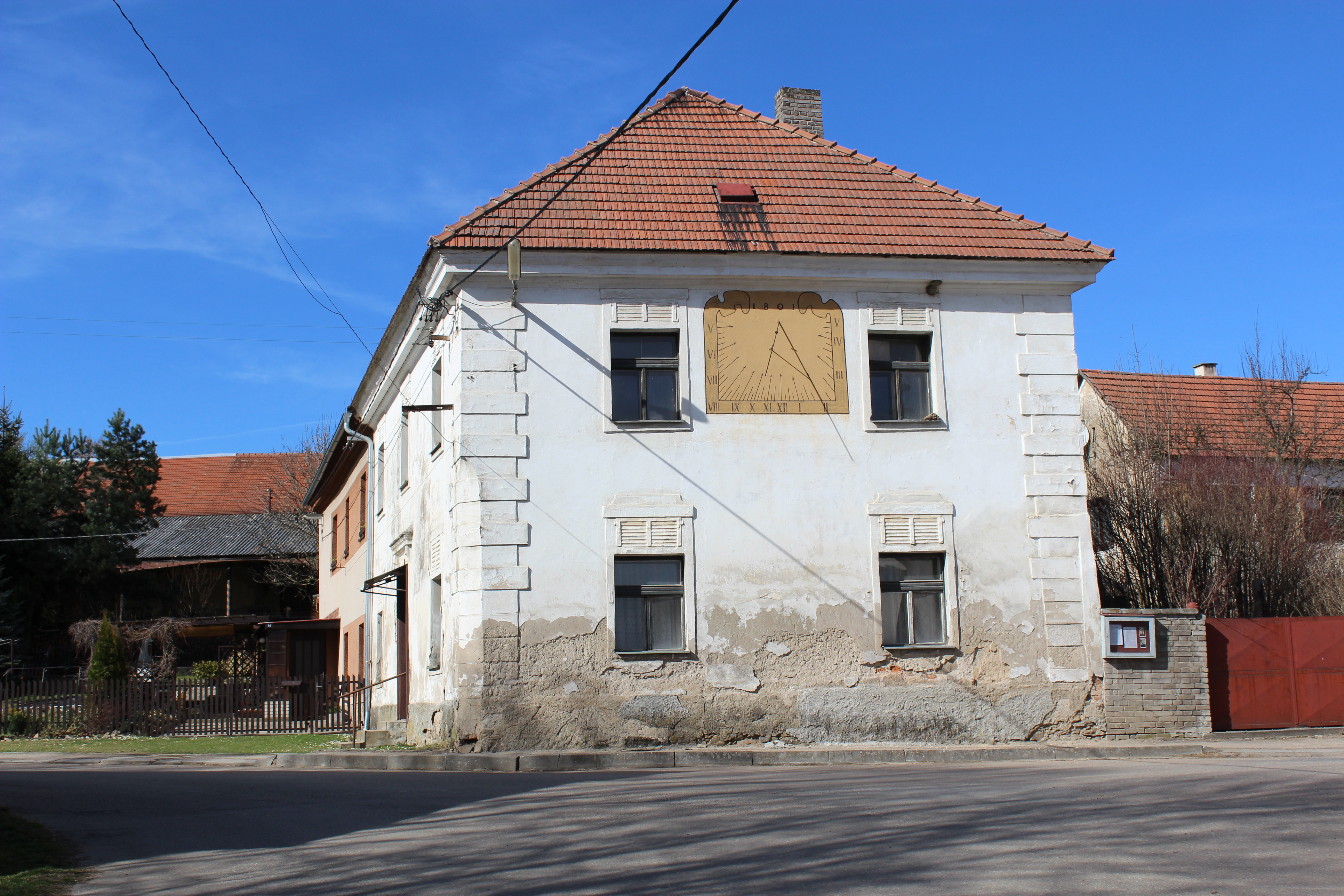
Dům čp. 2 z hráze rybníka. Pohled na jižní stěnu s hodinami. Bývalá fara popovického kostela byla původně součástí hospodářského dvora tvrze a zámečku.

### Další památky
- Na sever od hráze Popovického rybníka a severozápadně od vchodu do kostela je dům čp. 2. Původně byl součástí hospodářského dvora, tvrze a zámku, později sloužil jako fara u kostela sv. Jakuba Většího. Vstupní dveře v západní zdi mají klasicistní římsu. Na fasádě jižní stěny směrem ke kostelu a hrázi Popovického rybníka jsou sluneční hodiny s letopočtem 1801. Tím jsou datovány klasicistní úpravy domu ve stejném roce, ve kterém vzniká ve dvoře přádelní manufaktura. Ze stejného období pochází i klasicistní římsy a nárožní rustika. Nad okny jsou plasticky ve štuku naznačené vnější žaluzie, které okna opticky zvyšují. Úprava fasády s iluzívně zvýšenými okny na slepé horní (2/5 celkové výšky) a funkční dolní (2/5 celkové výšky) je pravděpodobně reminiscencí na podobné členění oken v barokní nebo klasicistní fázi úprav tvrze na zámeček. Dům čp. 2 je zřejmě staršího původu. To naznačuje nepravidelné kónické zdění. Na východním křídle hospodářského dvora (jehož součástí dům čp. 2 spolu s domem čp. 94 je) uvádí křížovnický nákres „stáj pro koně a voly“.
- Vodní tvrz Popovice

## Doprava
Dopravní síť
- Pozemní komunikace – Do obce vedou silnice III. třídy ze směru od Benešova a Vlašimi. Současná komunikace je výsledkem úprav ve 20. letech 20. století, kdy byla silnice vedena přes původní hospodářský dvůr zámku a na jeho ploše vznikla náves. Silnice vede přes silniční most 1123-6 na hrázi Popovického rybníka.
- Železnice – Železniční trať ani stanice na území obce nejsou. Nejbližší železniční stanice je v Postupicích na trati motorového vlaku Benešov - Vlašim.

Veřejná doprava 2017
- Autobusová doprava – V obci staví autobusové linky jedoucí např. do těchto cílů: Benešov, Postupice, Praha, Vlašim, Votice. Zastávka autobusu je za kostelem.

## Turistika
Popovice jsou turistickým cílem na cestě do významných středočeských měst. Územím obce vede cyklotrasa č. 0068 Čerčany - Struhařov - Jemniště - Pozov - Popovice - Jankov, č. 0069 Benešov - Postupice - Vlašim - Pravonín, č. 0072 Postupice - Chotýšany - Divišov - Český Šternberk a č. 0094 Neveklov - Bystřice - Pozov - Postupice. Pod hrází rybníka se nachází hostinec Pod Hrází.

## Galerie

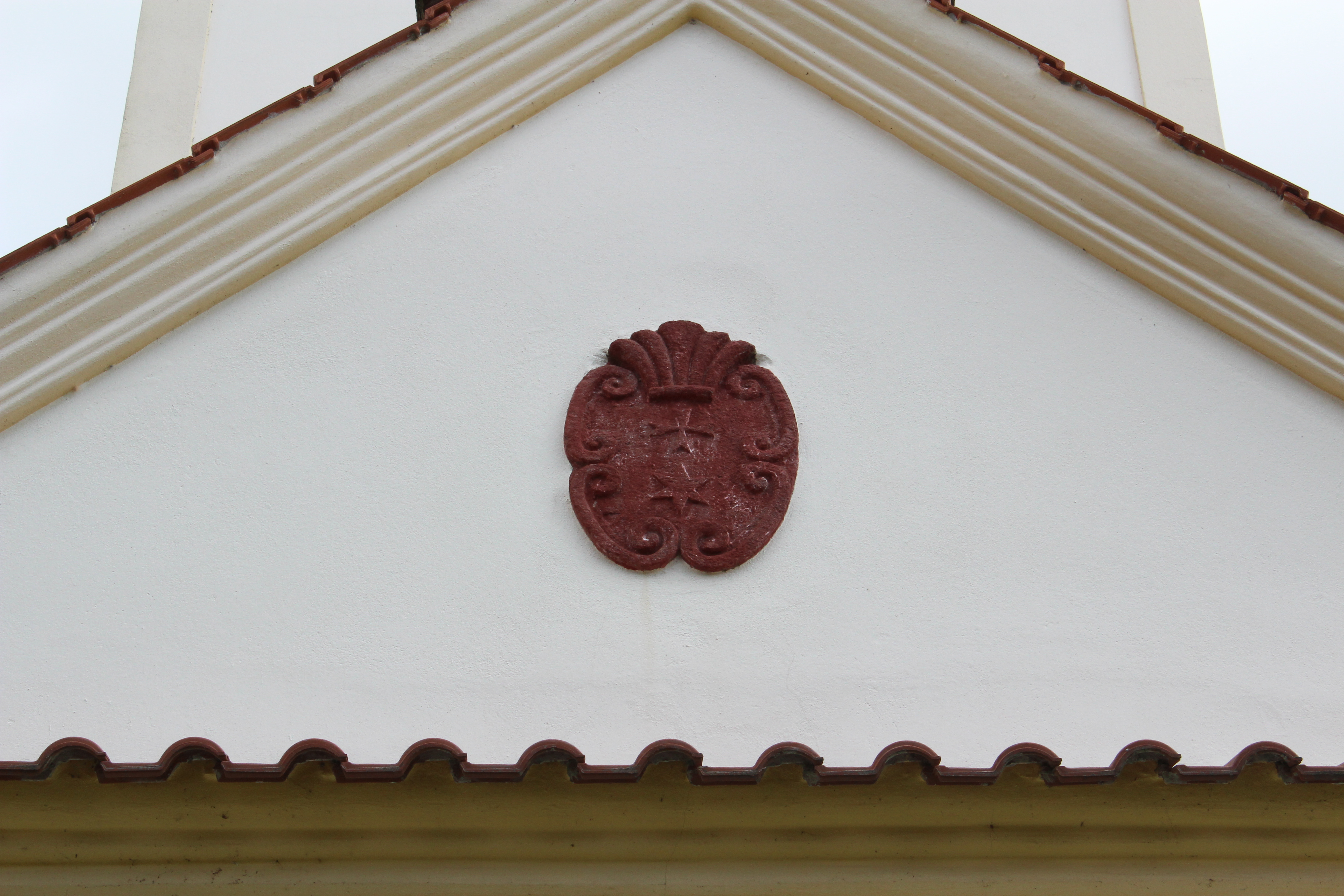
Období rytířského řádu křižovníků s červenou hvězdou v Popovicích připomíná znak jejich nad vchodem kostela
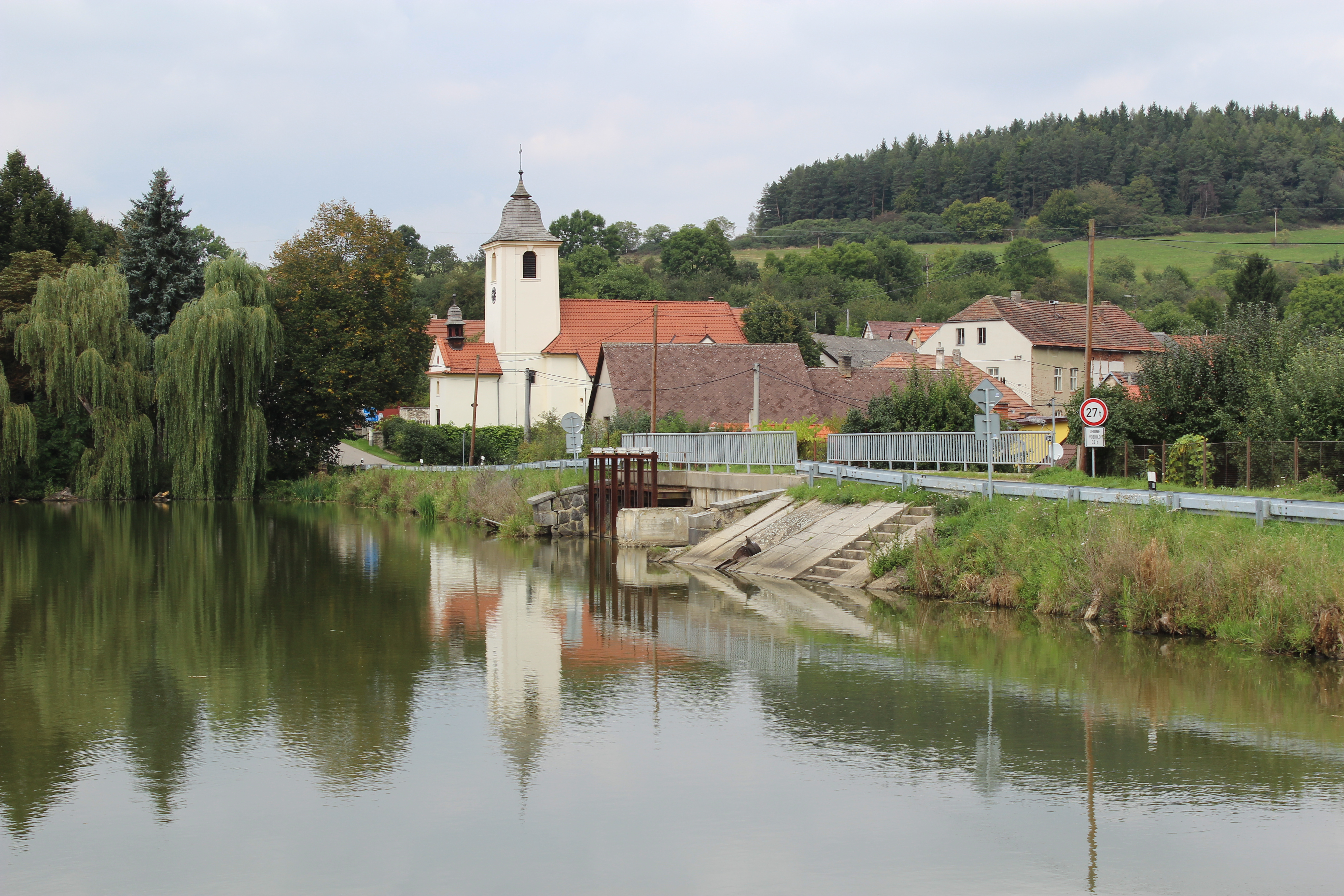
Kostel sv. Jakuba Staršího pohledem přes hráz z jižního břehu rybníka
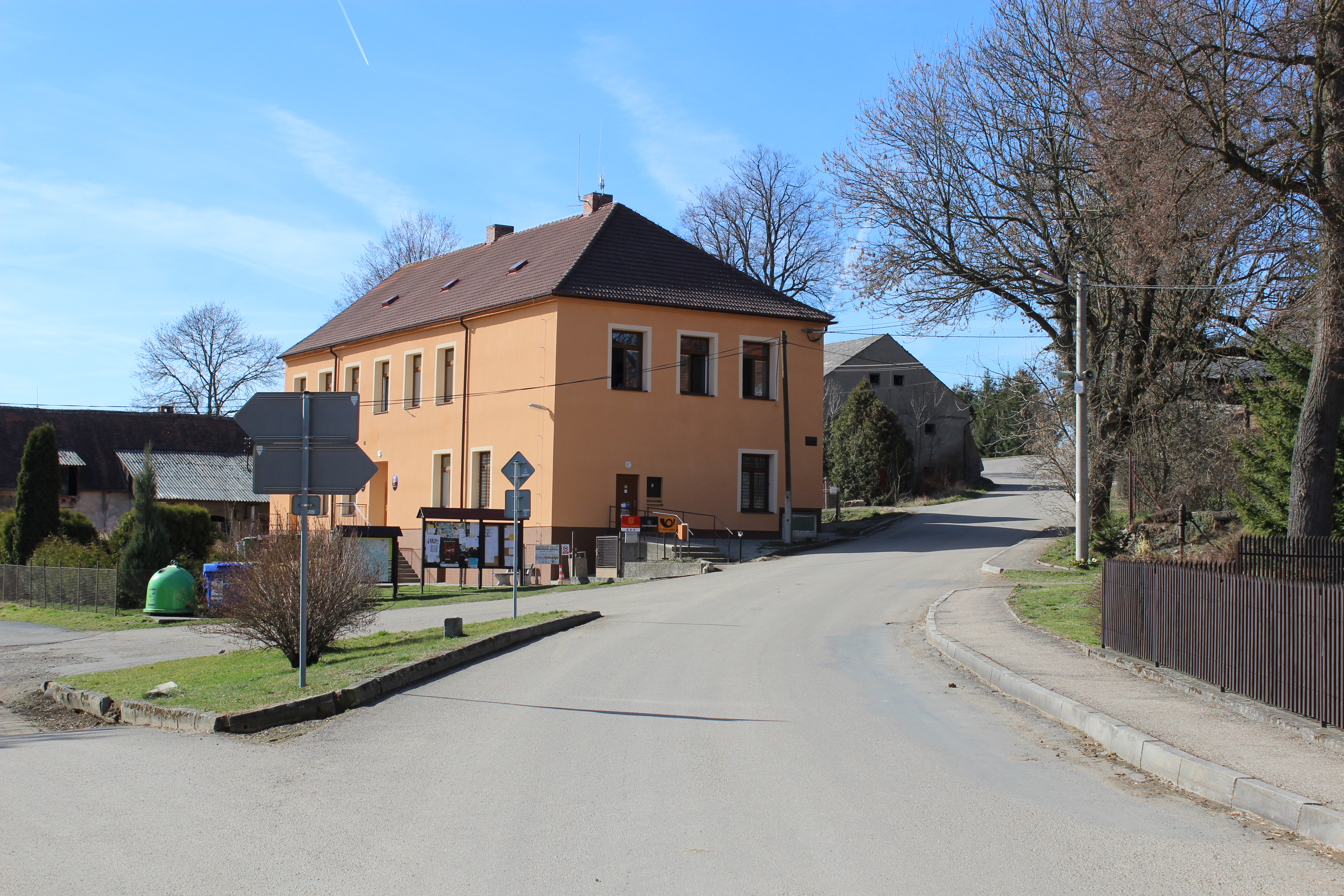
Silnice III. třídy
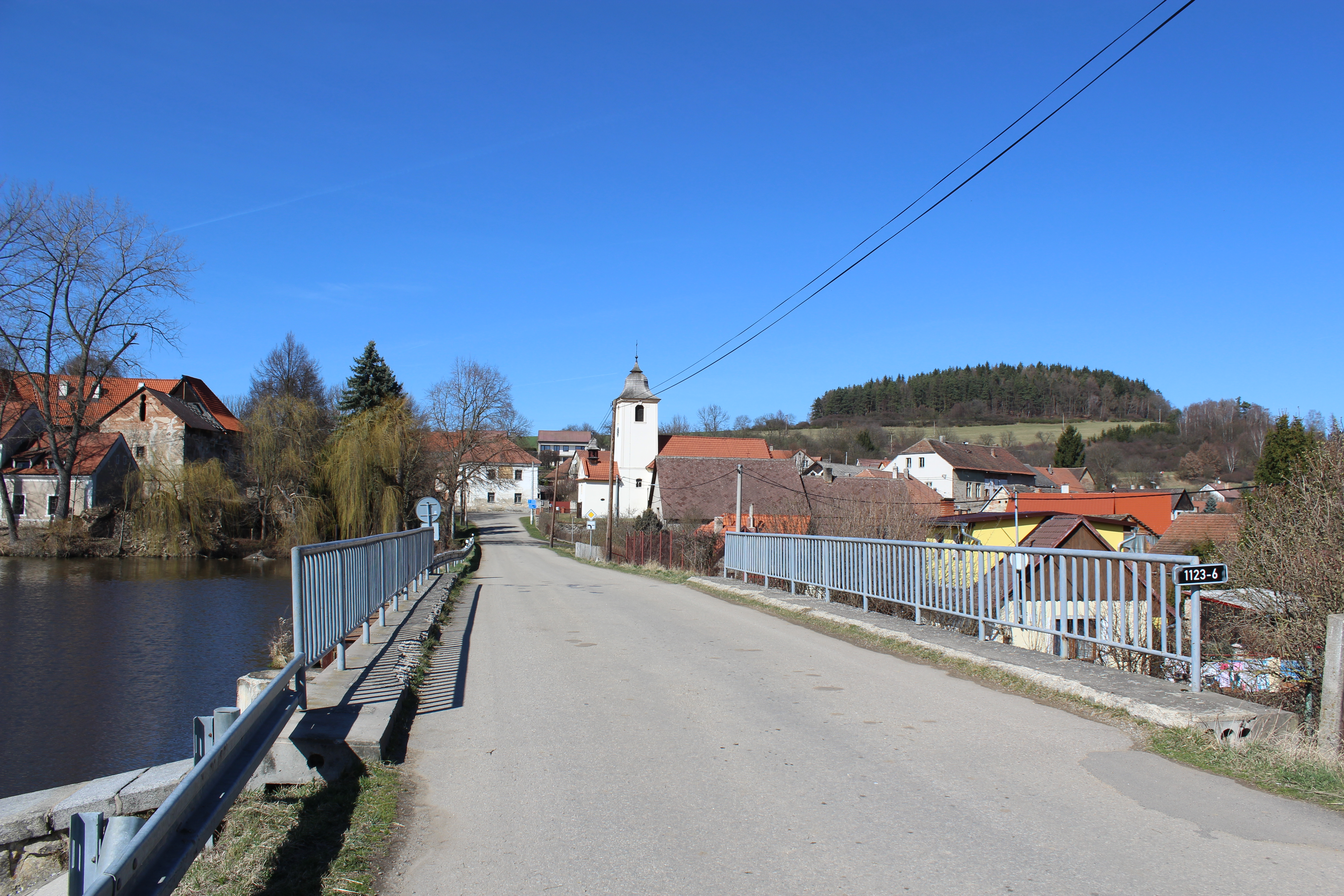
Silnice vede přes most 1123-6 na hrázi Popovického rybníka
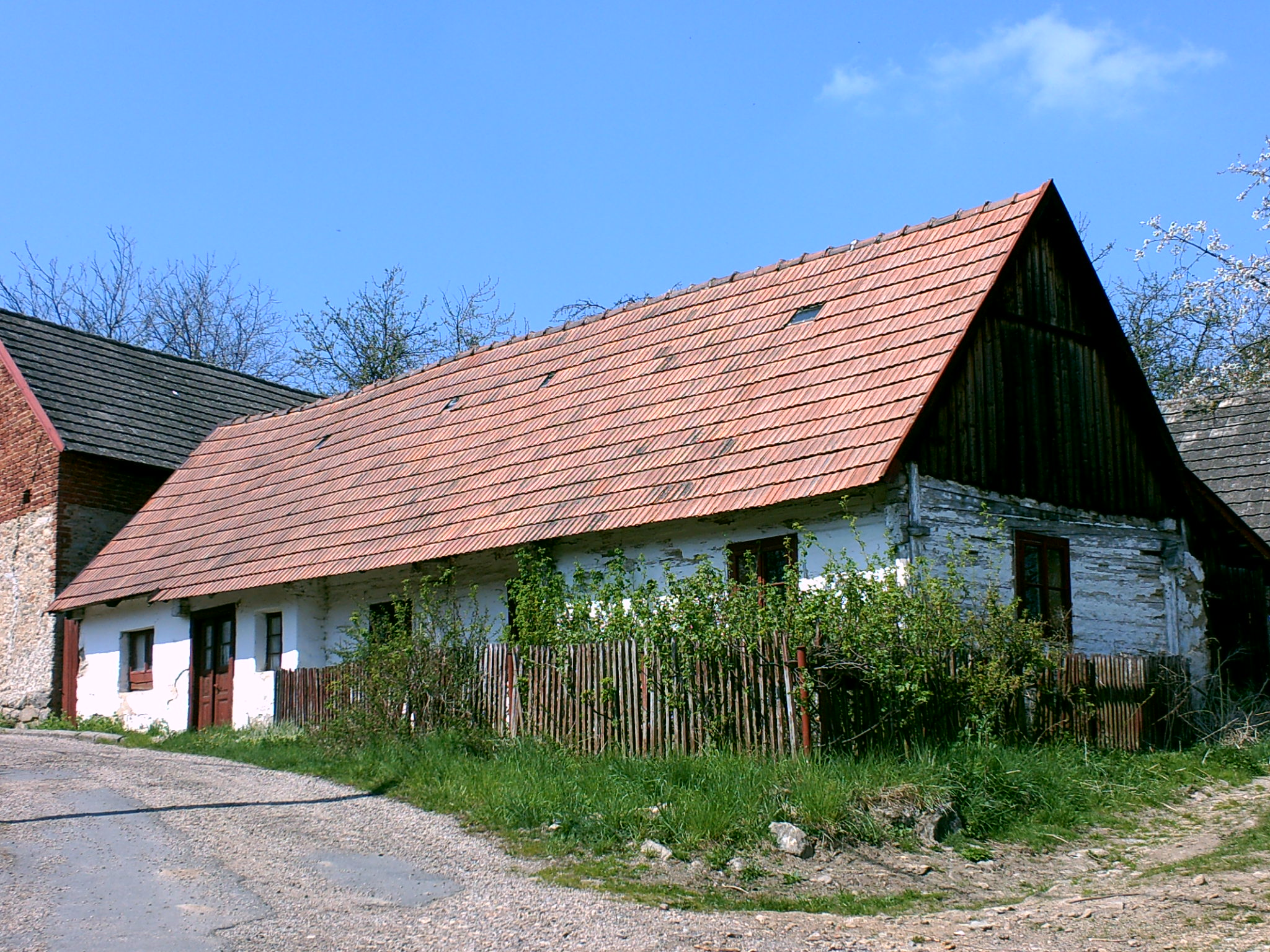
Původní venkovské stavení - roubenka
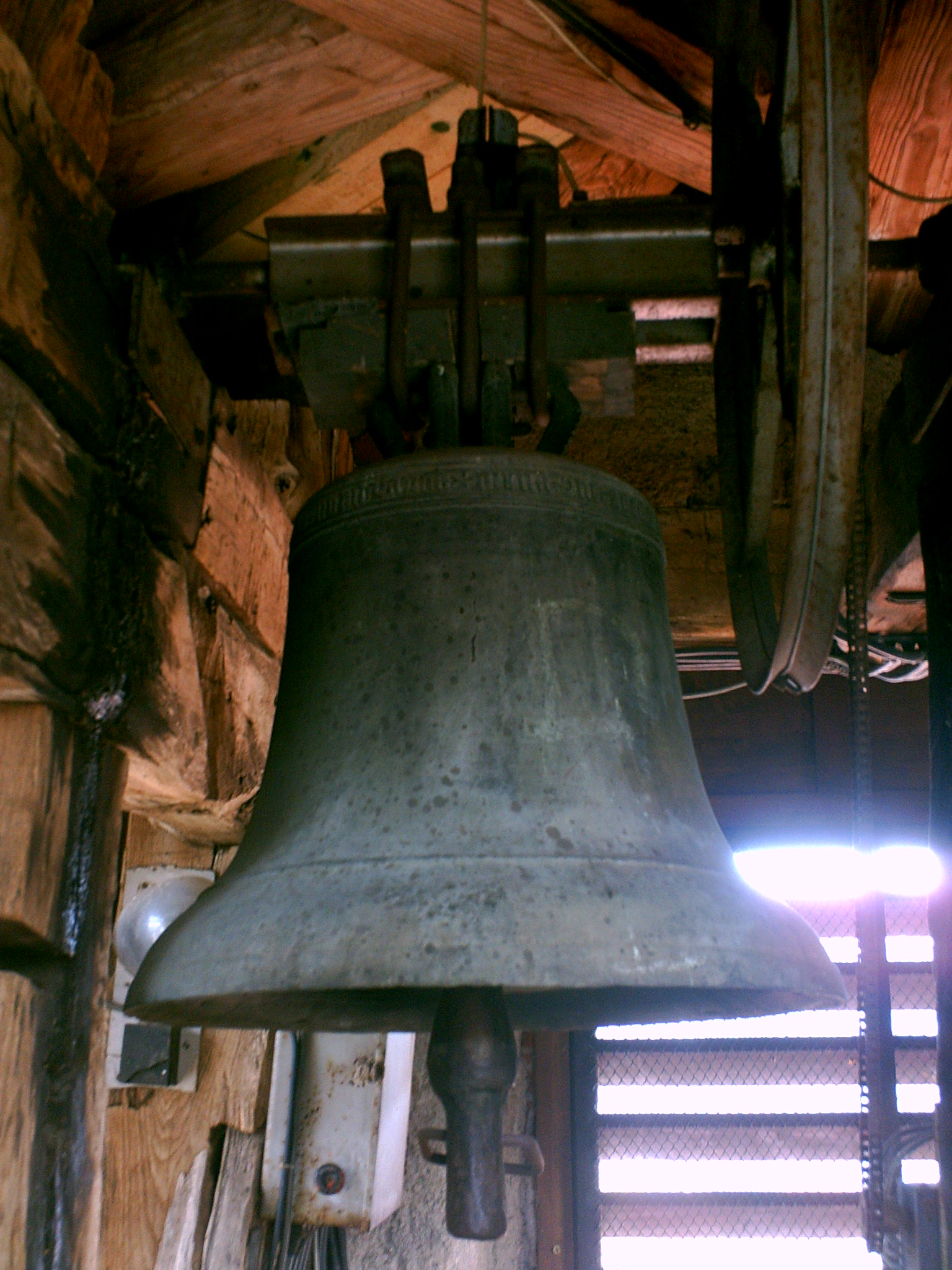
Historický zvon z roku 1975 od zvonařky M. Dytrychové na věži kostela sv. Jakuba